# アリス・アイ ラブ ユー
『アリス♥アイ ラブ ユー』は、小室しげ子による日本の漫画作品。
『なかよし』（講談社）にて連載された。

## 書誌情報
- アリス♥アイ ラブ ユー、初版発行日1979年11月5日
  - レモンパイって恋の味?／ハロルドおじさんのシルクハット（1979年7月号）／はじめまして!舞子先生（1979年9月号）